# The Long Goodbye
The Long Goodbye är The Essex Greens andra studioalbum, utgivet 2003.

## Låtlista
1. "By the Sea"
2. "The Late Great Cassiopia"
3. "Our Lady in Havana"
4. "Lazy May"
5. "Southern States"
6. "Julia"
7. "Old Dominion"
8. "Sorry River"
9. "Chartiers"
10. "Whetherman"
11. "The Boo Hoo Boy"
12. "Berlin"